# Archidendropsis xanthoxylon
Archidendropsis xanthoxylon är en ärtväxtart som först beskrevs av Cyril Tenison White och William Douglas Francis, och fick sitt nu gällande namn av Ivan Christian Nielsen. Archidendropsis xanthoxylon ingår i släktet Archidendropsis och familjen ärtväxter. Inga underarter finns listade i Catalogue of Life.